# IZotope
iZotope, Inc.（アイゾトープ）は、米国マサチューセッツ州ケンブリッジを拠点とするオーディオテクノロジー企業。
「人々をインスパイアし、よりクリエイティブに」を理念の元に、現CEOのマーク・イーシアーを含むマサチューセッツ工科大学の卒業生6名によって設立された。
オーディオソフトウェア、プラグイン、アプリ、ハードウェアの開発を行い、オーディオリペアソフトウェア「RX」シリーズ、マスタリングプラグイン「Ozone」、Lo-Fiプラグイン「Vinyl」などが代表的な製品である。ニューヨーク、ベルリン、東京にもオフィスが存在する。
iZotopeは、さまざまなデジタル・オーディオ・ワークステーション（DAW）プログラムで使用できる、オーディオレコーディング、ミキシング、ブロードキャスト、サウンドデザイン、およびマスタリング用のプロフェッショナルオーディオソフトウェアを開発している。さらに、iZotopeはノイズリダクション、サンプルレート変換、ディザリング、タイムストレッチ、オーディオエンハンスメントなどのオーディオDSPテクノロジーを製造し、消費者およびプロオーディオ業界のハードウェアおよびソフトウェア企業にライセンス供与している。

## ライセンス

### ライセンス技術
Mac / PC 
ビデオゲーム
モバイルSDK 
埋め込み
その他